# مايك لوماكس
مايك لوماكس (بالإنجليزية: Mike Lomax)‏ هو لاعب كرة قدم بريطاني في مركز الدفاع، ولد في 7 ديسمبر 1979 في مانشستر في المملكة المتحدة. لعب مع ماكليسفيلد تاون.